# Razprava (sura)
Razprava (arabsko Al-Mujadila) je 58. sura (poglavje) v Koranu, ki jo sestavlja 22 ajatov (verzov). Je medinska sura.
Med opravljanjem molitve (salata oz. namaza) pri tej suri verniki opravijo 3 ruku'jev (priklonov).